# Празници Републике Српске
Празници Републике Српске су дефинисани Законом о празницима Републике Српске. Први Закон о празницима Републике Српске је донесен 1992. године.

## Републички празници
Републички празници се обиљежавају истицањем заставе Републике Српске на свим јавним институција, и тада не раде институције Републике Српске и републички органи, органи јединице локалне самоуправе, предузећа и друге организације.
- Нова година, 1. и 2. јануар
- Дан Републике 9. јануар
- 14. јануар, 14. јануар[1]
- Међународни празник рада, 1. и 2. мај
- Дан побједе над фашизмом, 9. мај
- Дан српског јединства, слободе и националне заставе, 15. септембар
- Дан успоставе Општег оквирног споразума за мир у Босни и Херцеговини (Дејтонски мировни споразум), 21. новембар

## Радни празници Републике Српске
Радни празници се обиљежавају прославама и пригодним свечаностима, али ови празници нису нерадни. На Савиндан Влада Републике Српске организује Светосавску академију.
- Дан школе (школска слава) „Свети Сава“, 27. јануар
- Дан Војске Републике Српске, 12. мај
- Дан Министарства унутрашњих послова Републике Српске (Дан полиције Републике Српске), 4. април
- Дан Првог српског устанка, 14. фебруар

## Вјерски празници Републике Српске
Вјерски празници Републике Српске се односе на празнике свих конфесија у Републици Српској.
- Православни Божић
- Православни Васкрс
- Римокатолички Божић
- Римокатолички Ускрс
- Курбан Бајрам
- Рамазански Бајрам

## Календар значајних датума из историје српског народа
Влада Републике Српске је утврдила посебан списак празника, који носи назив Републички календар обиљежавања значајних датума из српске историје са ових простора, гдје се налазе значајни датуми из различитих временских периода. Обиљежавање ових датума је у надлежности Одбора за његовање традиције ослободилачких ратова Републике Српске. На списку се тренутно налази 29 датума.
- Страдање Срба у Кравици, 5. јануар[3]
- Страдање бораца Четвртог батаљона Новоградске бригаде, 11. јануар[4]
- Страдање Срба у Скеланима, 16. јануар[5]
- Затварање логора Силос, 27. јануар[6]
- Дан бораца и Првог српског устанка, 14. фебруар[7]
- Егзодус Срба из Сарајева, 16. март[8]
- Страдање Срба у Сијековцу, 26. март[9]
- Пробој јасеновачких логораша, 22. април[10]
- Страдање припадника ЈНА у Добровољачкој улици у Сарајеву, 3. мај[11]
- Дан сјећања на жртве усташког злочина у Јасеновцу, 5. мај[12]
- Дан Војске Републике Српске и 3. пјешадијског пука (Република Српска) ОС БиХ, 12. мај[13]
- Страдање припадника ЈНА у Тузли, 15. мај[14]
- Битка на Сутјесци, 15. јун[15]
- Одбрана Сарајевско-романијске регије, 16. јун[16]
- Пробој Коридора, 23. јун[17]
- Видовдан, 28. јун[18]
- Битка на Козари, 30. јун[19]
- Невесињска пушка, 7. јул[20]
- Страдање Срба у средњем Подрињу, 12. јул[21]
- Дан сјећања на убијену и уморену дјецу у НДХ, 19. јул[22]
- Страдање Срба током Олује, 4. август[23]
- Ослобођење Срба из Смолуће, Тиње и Потпећи, 30. август[24]
- Дан сјећања на жртве НАТО бомбардовања Републике Српске, 9. септембар[25]
- Дан несталих и погинулих у Одбрамбено-отаџбинском рату Републике Српске, 15. септембар[26]
- Одбрана западних граница Српске, 18. септембар[27]
- Спасавање савезничких пилота 1944. године - операција Халијард-Ваздушни мост, 3. октобар[22]
- Митровданске офанзиве, 7. новембар[28]
- Улазак српске војске у Бањалуку, 21. новембар[29]
- Интернација Срба у добојски логор, 27. децембар[30]

## Законске казне
Непоштовање Закона о празницима Републике Српске је законски кажњиво.